# 山村美樹
山村 美樹（やまむら みき、1976年8月13日 - ）は、北日本放送の元アナウンサー。富山県西礪波郡福光町（現在の南砺市）出身。1999年に入社し、1年目から夕方ワイド番組『KNBわいどプラス1』の司会を担当する。2007年に出産のため退社。
2010年11月よりセラピストとして活動を開始し、富山市内にサロン「ボディーワーク Jalan-Jalan」を開店した。

## 過去の担当番組
- KNBわいどプラス1
- ラブぽけ
- サタナビ
- いっちゃん☆KNB
- KNBアナのおそばん

など